# Nicolas Poncelet
Nicolas Poncelet né le 19 septembre 1996, est un joueur belge de hockey sur gazon. Il évolue au poste de défenseur au Léopold, en Belgique et avec l'équipe nationale belge.
Il a été médaillé d'argent à la Coupe du monde des moins de 21 ans en 2016 à Lucknow, en Inde et a remporté la deuxième saison de la Ligue professionnelle (2020-2021).

## Biographie
Modèle:Nicolas poncelet est un joueur de l'équipe nationale belge

## Palmarès
- 1er à la Ligue professionnelle 2020-2021[4]
- 2e à la Coupe du monde des moins de 21 ans 2016
- 2e au Championnat d'Europe des moins de 21 ans 2017